# الجامعة التونسية للملاكمة
الجامعة التونسية للملاكمة هي جامعة رياضية تونسية تأسست في 7 نوفمبر 1960، تشرف على رياضة الملاكمة في تونس.

## أهداف
تهدف الجامعة إلى:
- تنظيم وتطوير ومراقبة ممارسة رياضة الملاكمة بمختلف أشكالها على التراب التونسي.
- إدارة وتنسيق أنشطة الجمعيات التي تضم الأعضاء الممارسين لرياضة الملاكمة بمختلف أشكالها.
- الدفاع عن مصالح رياضة الملاكمة في تونس.

## المسيرون
- الرئيس: : زياد بربوش
- نائب الرئيس:
- أمين مال:
- الأعضاء:
- الأمين العام:

## عضوية
وهي عضو بالاتحاد الدولي للملاكمة.

## مقالات ذات صلة
- ملاكمة

## وصلة خارجية
- الموقع الرسمي للجامعة التونسية للملاكمة.